# Tabebuia
Tabebuia ist eine Pflanzengattung innerhalb der Familie der Trompetenbaumgewächse (Bignoniaceae). Die 67 bis 74 Arten sind in der Neotropis verbreitet.

## Beschreibung

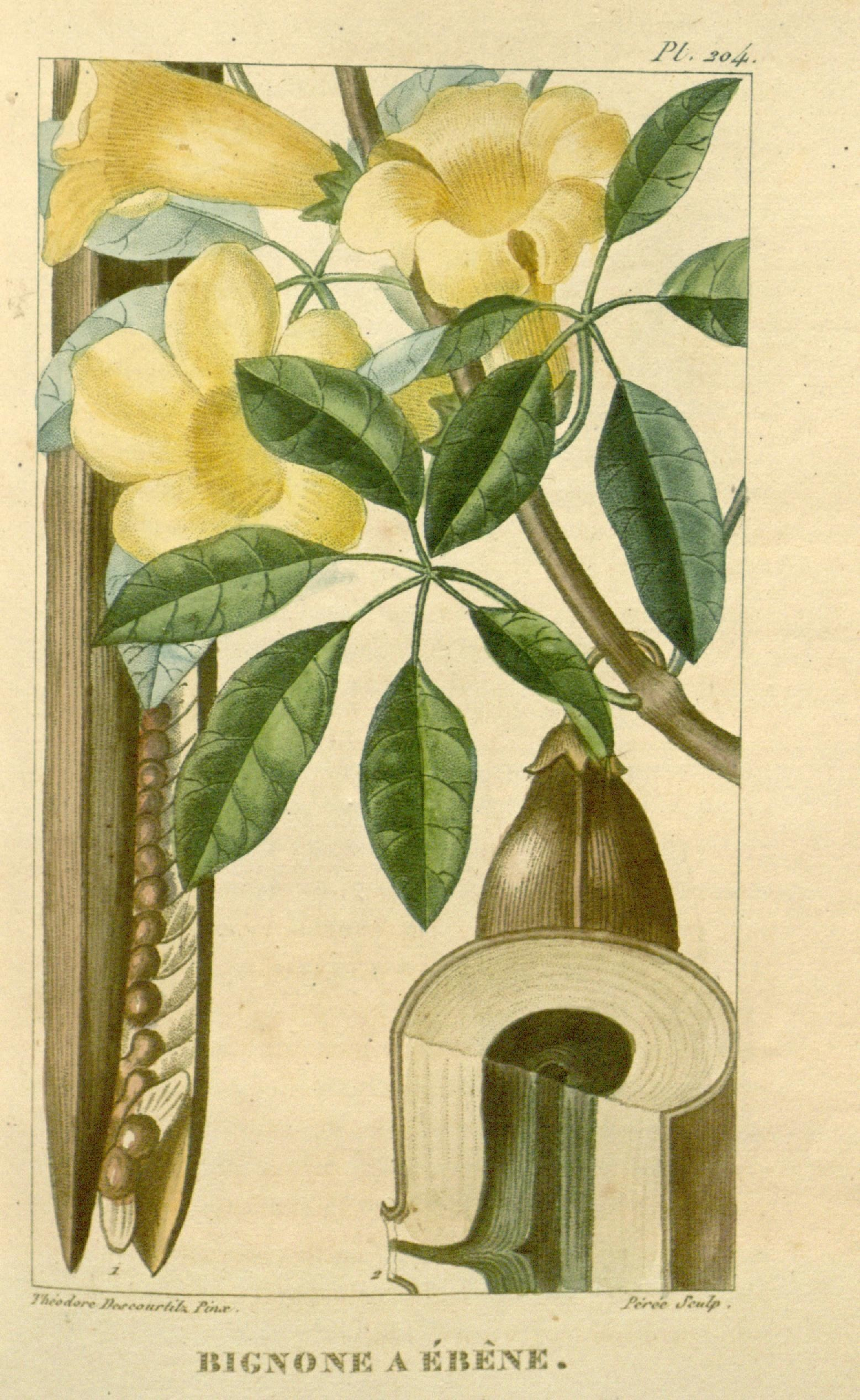
Illustration aus Flore médicale des Antilles, ou, Traité des plantes usuelles, Tafel 204 von Tabebuia heterophylla

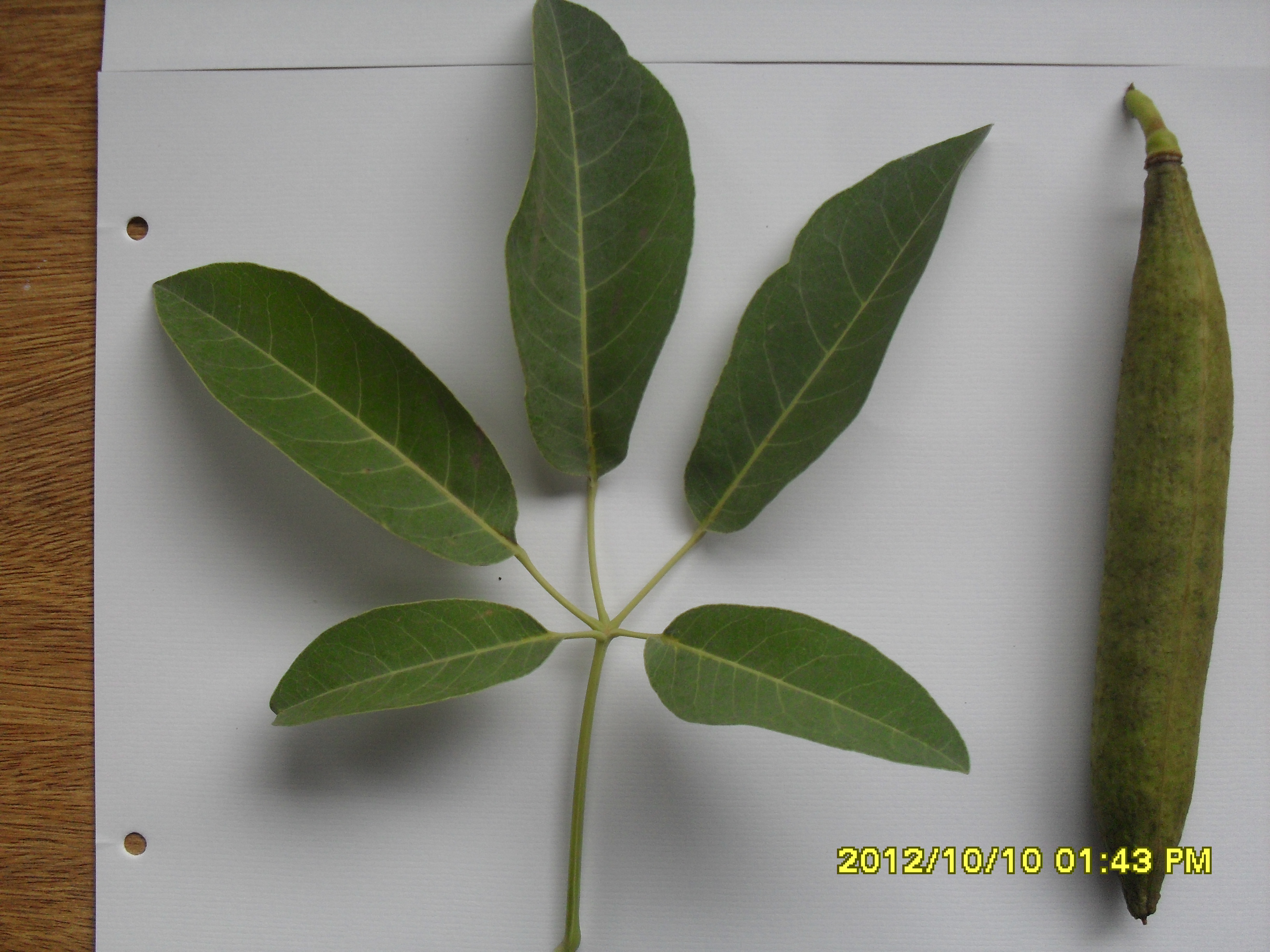
Handförmig geteiltes Laubblatt und Frucht von Tabebuia aurea

### Vegetative Merkmale
Tabebuia-Arten sind Sträucher bis große Bäume.
Ihr hell- bis rötlich-braunes Holz ist nicht sichtbar in Splintholz und Kernholz geteilt. Die Holzstrahlen sind ein bis drei Zellen breit, die intravaskulären Tüpfel sind mit 3 bis 6 Millimeter klein bis mittelgroß. Die Fasern sind dünn- bis dickwandig. Die mittlere relative Dichte des Holzes liegt bei 0,4 bis 7,4.
Die meist gegenständig an den Zweigen angordneten Laubblätter sind in Blattstiel und Blattspreite gegliedert. Die Blattstiele sind bis zu 18 Zentimeter lang. Die unpaarig gefiederten Blattspreiten bestehen aus ein bis sieben, selten auch neun Fiederblättern. Die Fiederblätter stehen an bis zu 11 Zentimetern langen Stielen. Die Fiederblätter sind bei einer Länge von etwa 35 Zentimetern sowie einer Breite von etwa 32 Zentimetern schmal-elliptisch bis kreisförmig. Die Blattunterseiten sind mit gestielten oder sitzenden feinen Schuppen besetzt, die locker verteilt bis die Fläche dicht bedeckend sein können.

### Blütenstände und Blüten
Die endständigen, rispigen oder traubigen Blütenstände enthalten meist nur wenige, nur gelegentlich viele Blüten; manchmal auch nur eine Blüte. Manchmal sind sie dicht feinschuppig besetzt. Die Blütenstandsachse teilt sich dichotom, ohne dass eine ausgeprägte mittlere Rhachis entsteht.
Die zwittrigen Blüten sind zygomorph und fünfzählig mit doppelter Blütenhülle. Die fünf lederigen Kelchblätter sind bei einer Länge von 5 bis 25 Millimetern sowie einem Durchmesser von 4 bis 11 Millimetern becher-, glockenförmig oder röhrig verwachsen und enden zweilappig oder selten mit fünf kurzen Kelchzähnen und sind dicht feinschuppig besetzt. Die Krone ist röhrig-trichterförmig bis röhrig-glockenförmig, weiß bis rot gefärbt, oftmals ist der Kronschlund gelb gefärbt; nur in Tabebuia nodosa und Tabebuia aurea sind die Kronen vollständig gelb gefärbt. Die Kronröhre hat eine Länge von 2 bis 7 Zentimetern und hat an der Öffnung einen Durchmesser von 0,6 bis 3,5 Zentimetern. Die Kronlappen haben eine Länge von 0,5 bis 3,2 Zentimetern. Die Krone ist kahl oder am Ansatzpunkt der Staubfäden fein behaart.
Die in der Kronröhre inserierten Staubfäden treten in zwei Längen auf. Die geraden Theken der kahlen Staubbeutel stehen gespreizt und sind 2 bis 6 Millimeter lang. Das Staminodium ist stark reduziert. Der oberständige Fruchtknoten ist linealisch-länglich und enthält in jeder Fruchtkammer zwei oder drei Reihen von Samenanlagen.

### Früchte und Samen

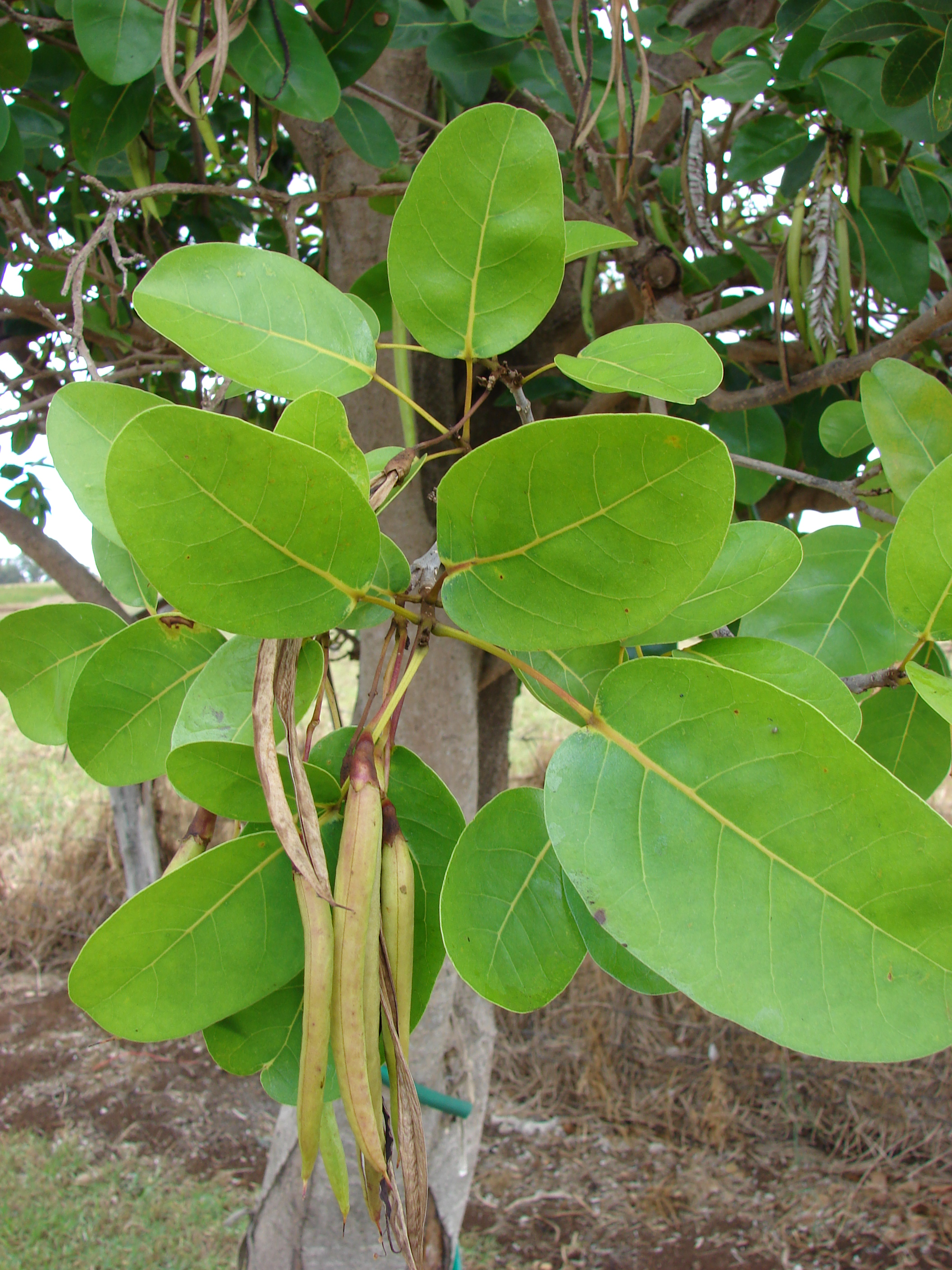
Laubblätter und Früchte von Tabebuia rosea

Die Oberfläche der langgestreckt linealischen bis zylindrischen Kapselfrüchte ist glatt bis rippig gestreift und fein bis dicht feinschuppig besetzt. Die Samen sind dünn und mit zwei durchscheinenden, häutigen Flügeln versehen, die sich scharf vom Samenkörper absetzen.

## Systematik, Botanische Geschichte und Verbreitung

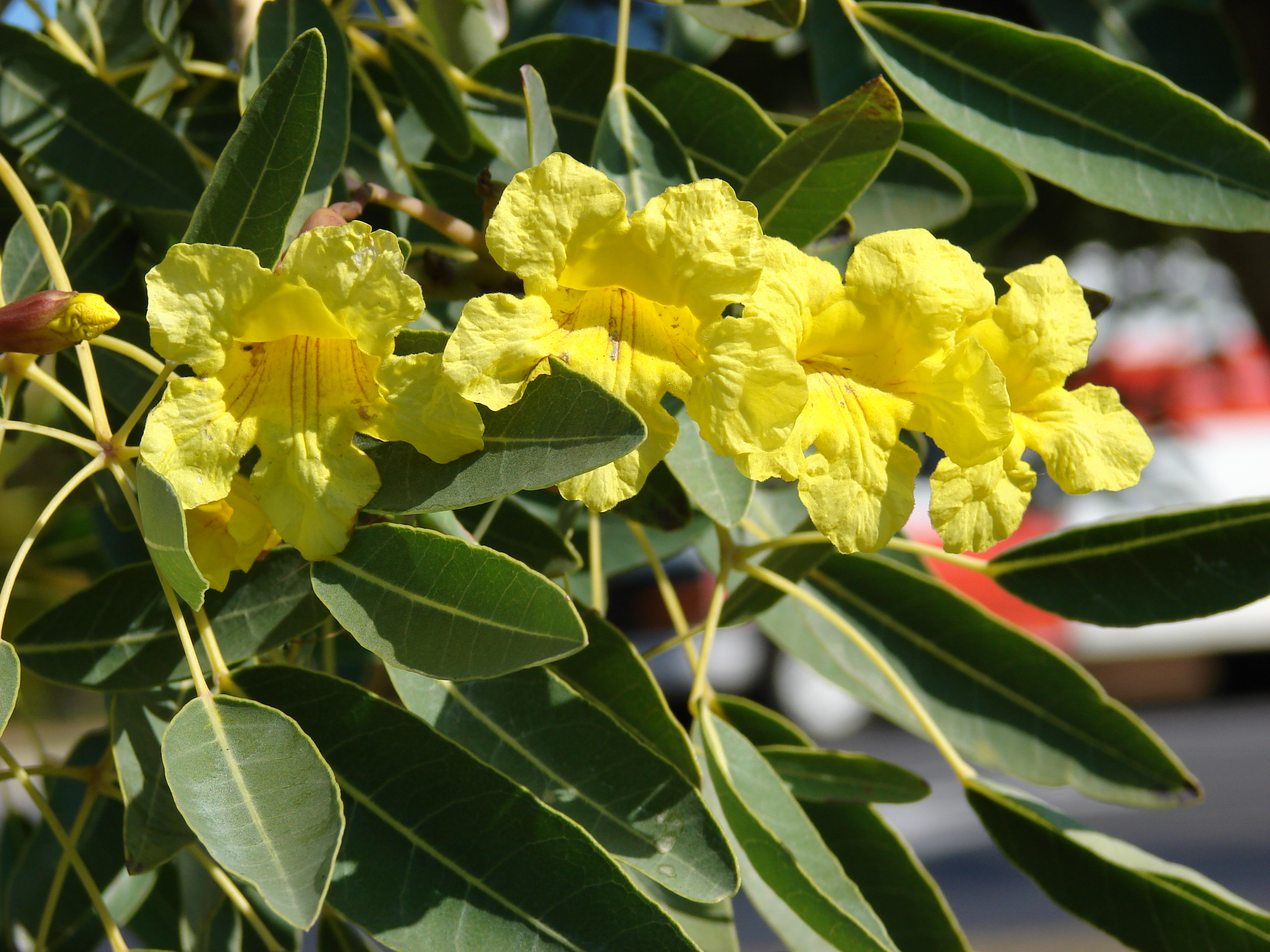
Tabebuia aurea

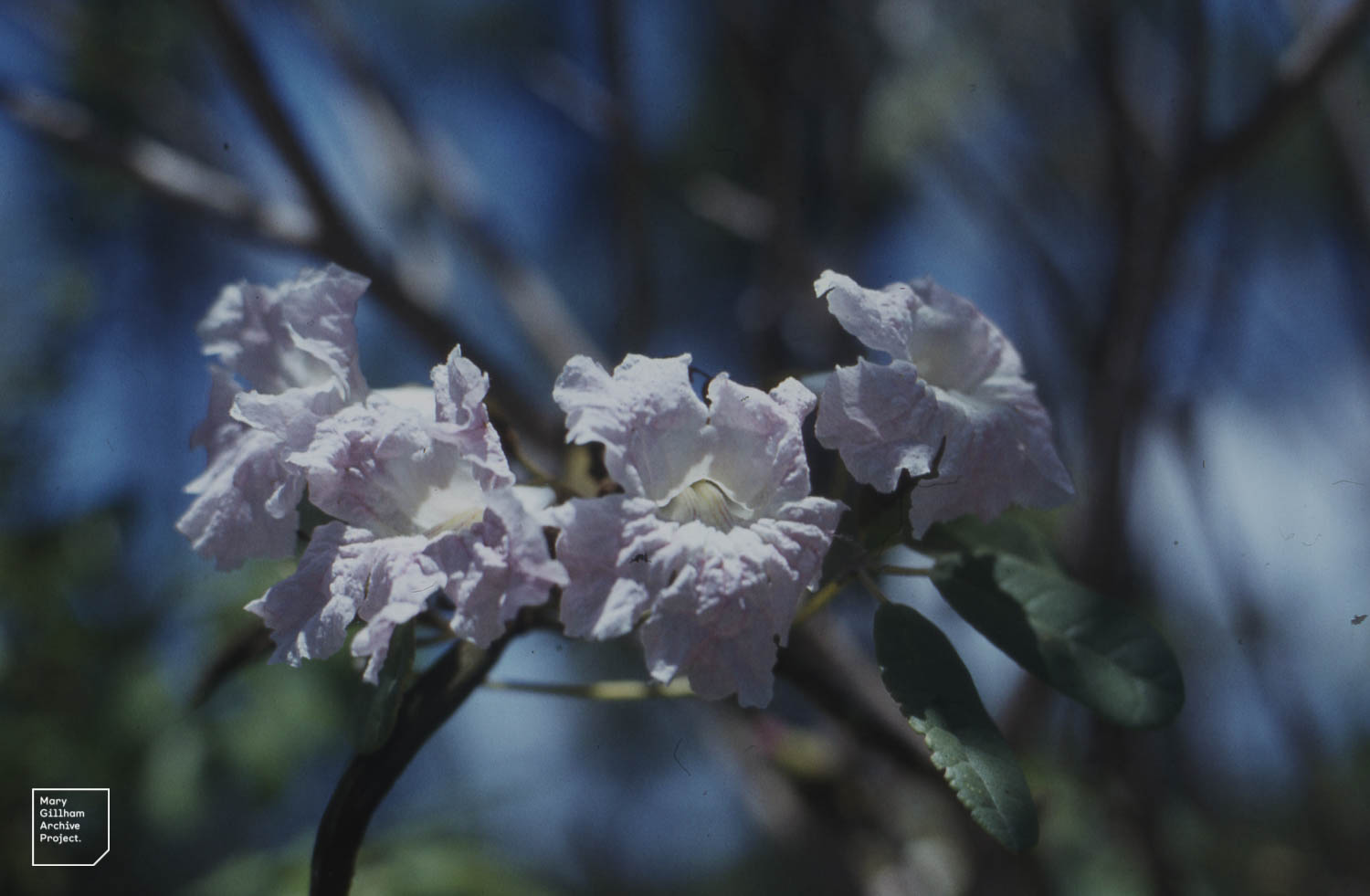
Tabebuia bahamensis

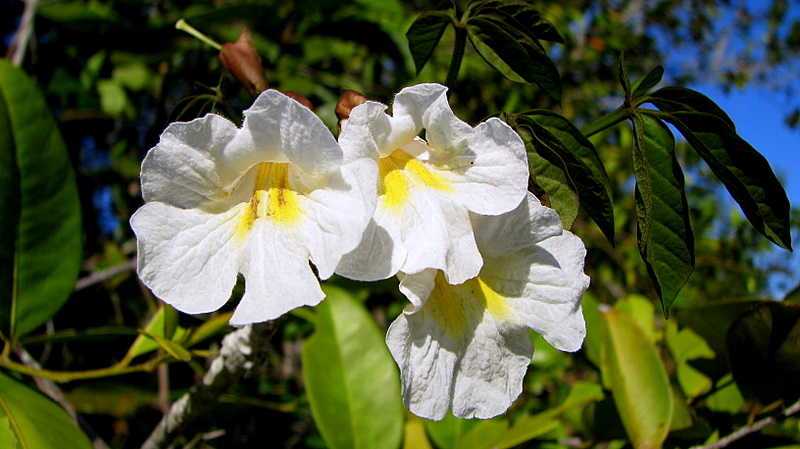
Tabebuia elliptica

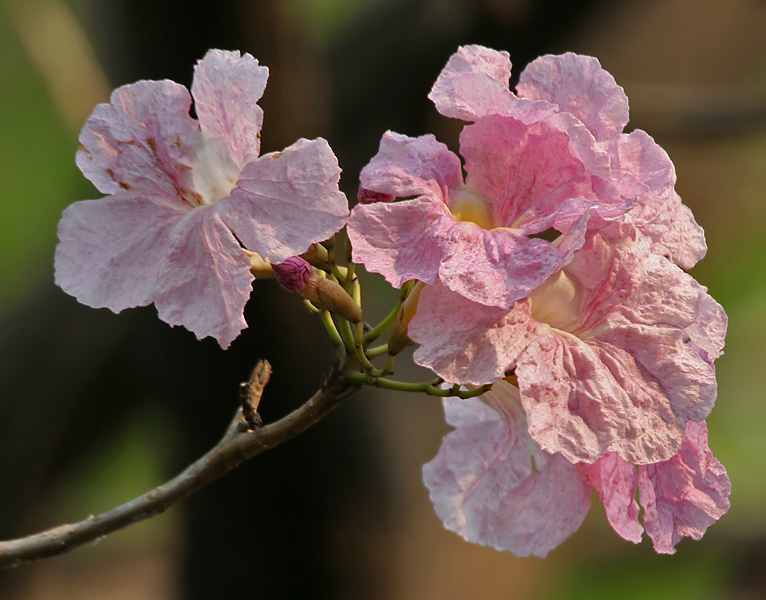
Tabebuia heterophylla

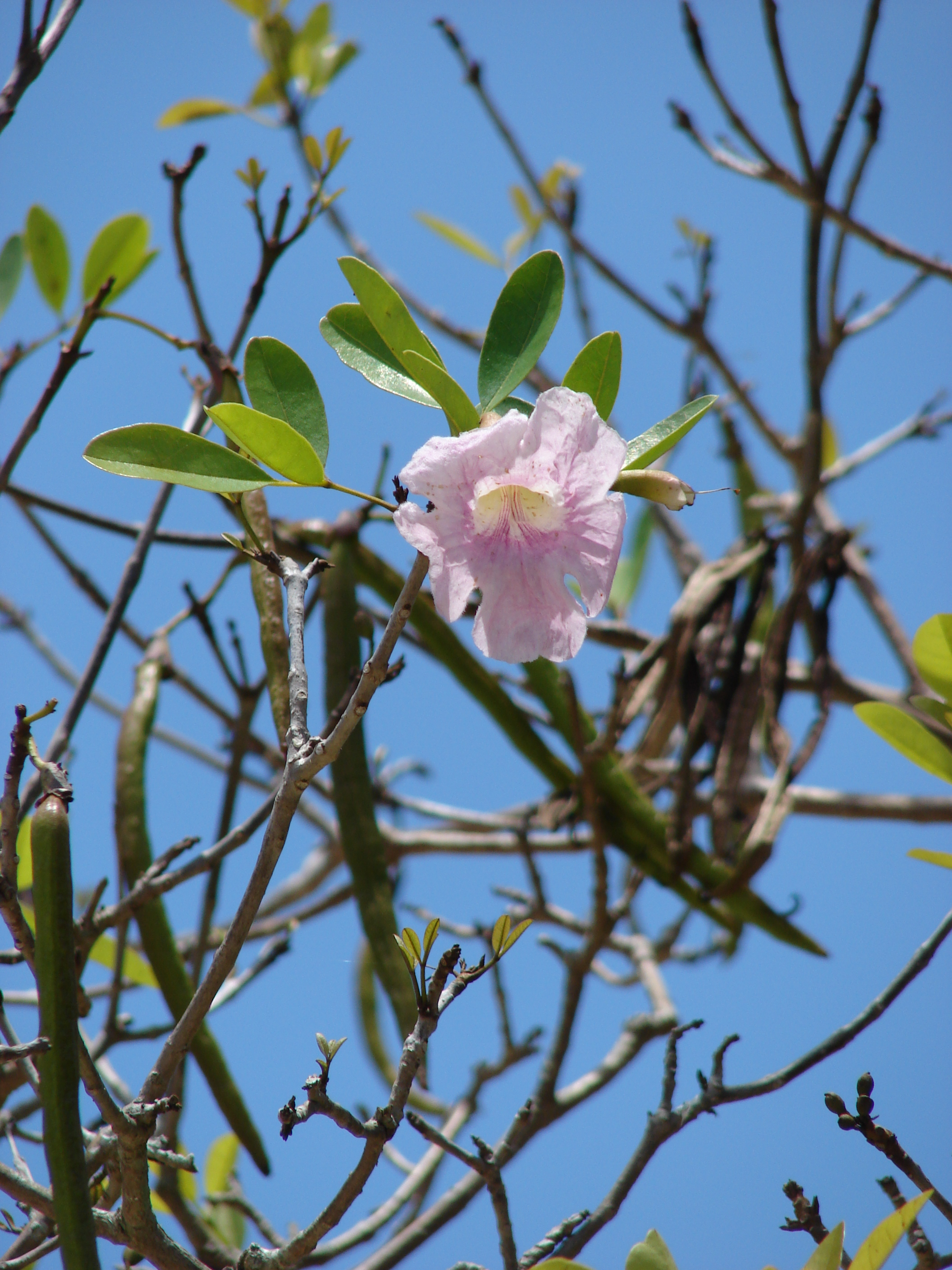
Tabebuia heterophylla

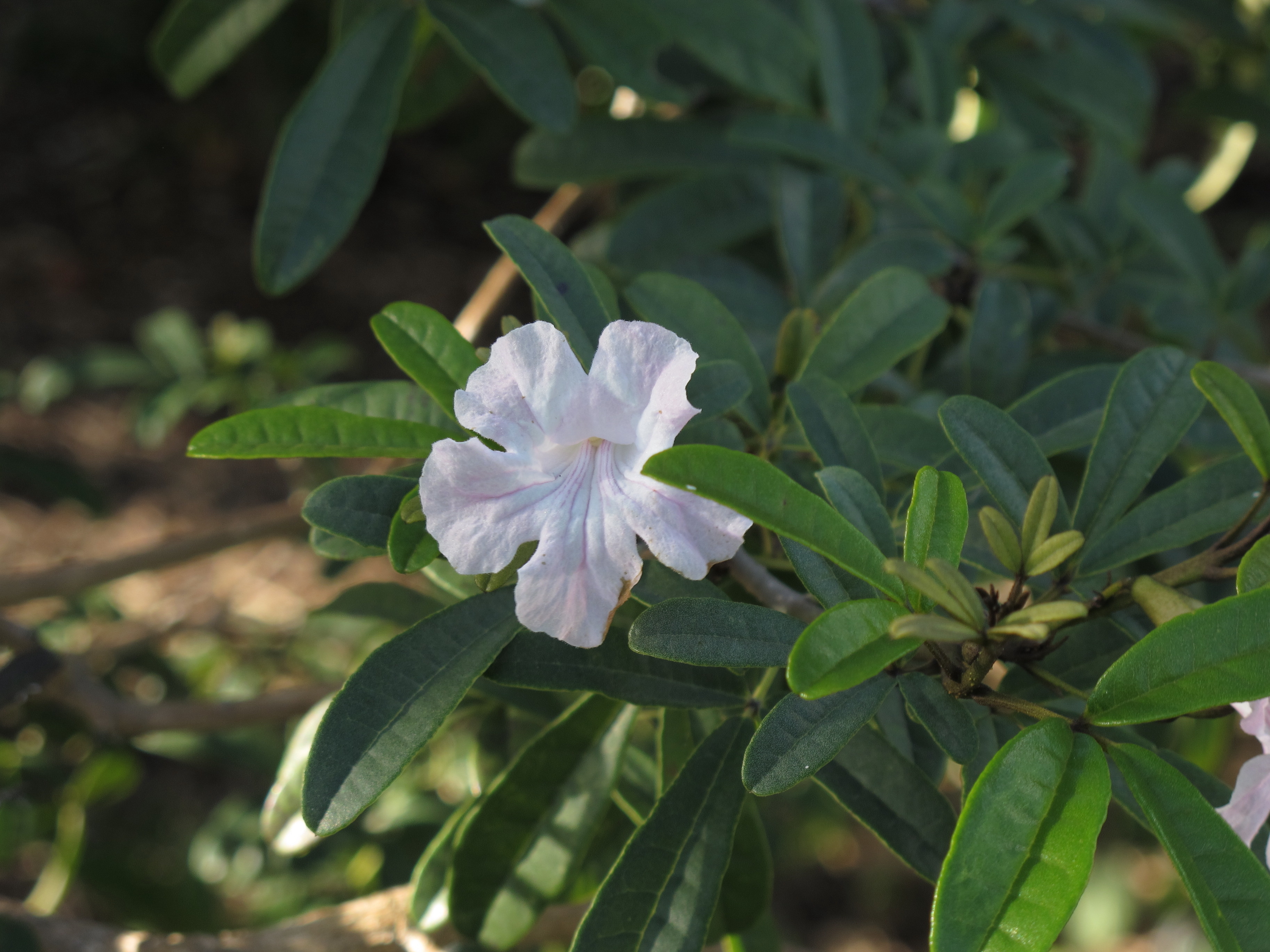
Tabebuia maxonii

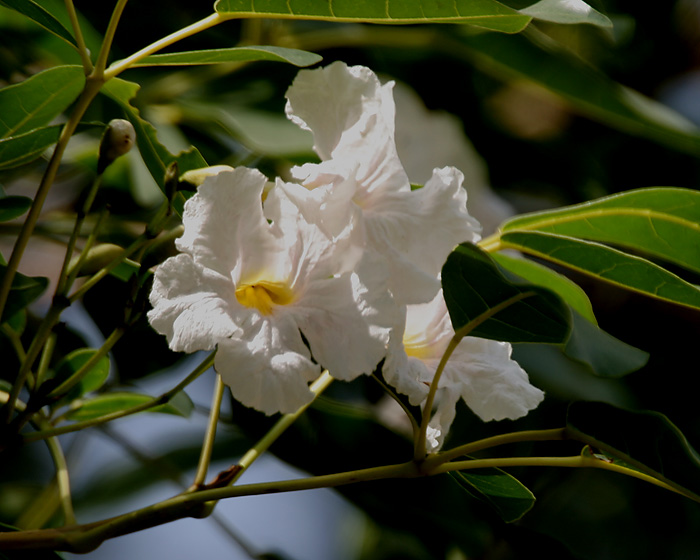
Tabebuia pallida

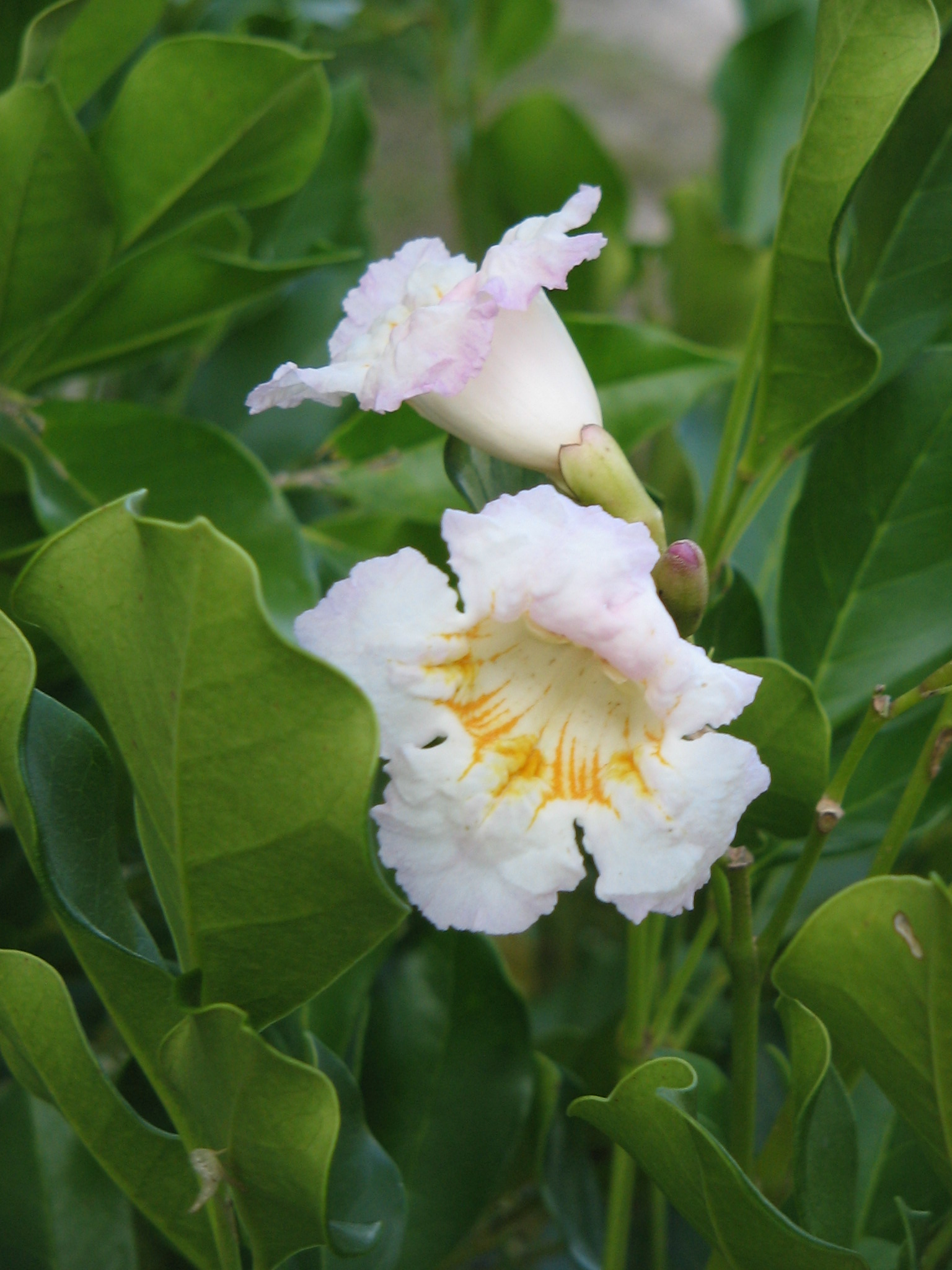
Tabebuia roseoalba

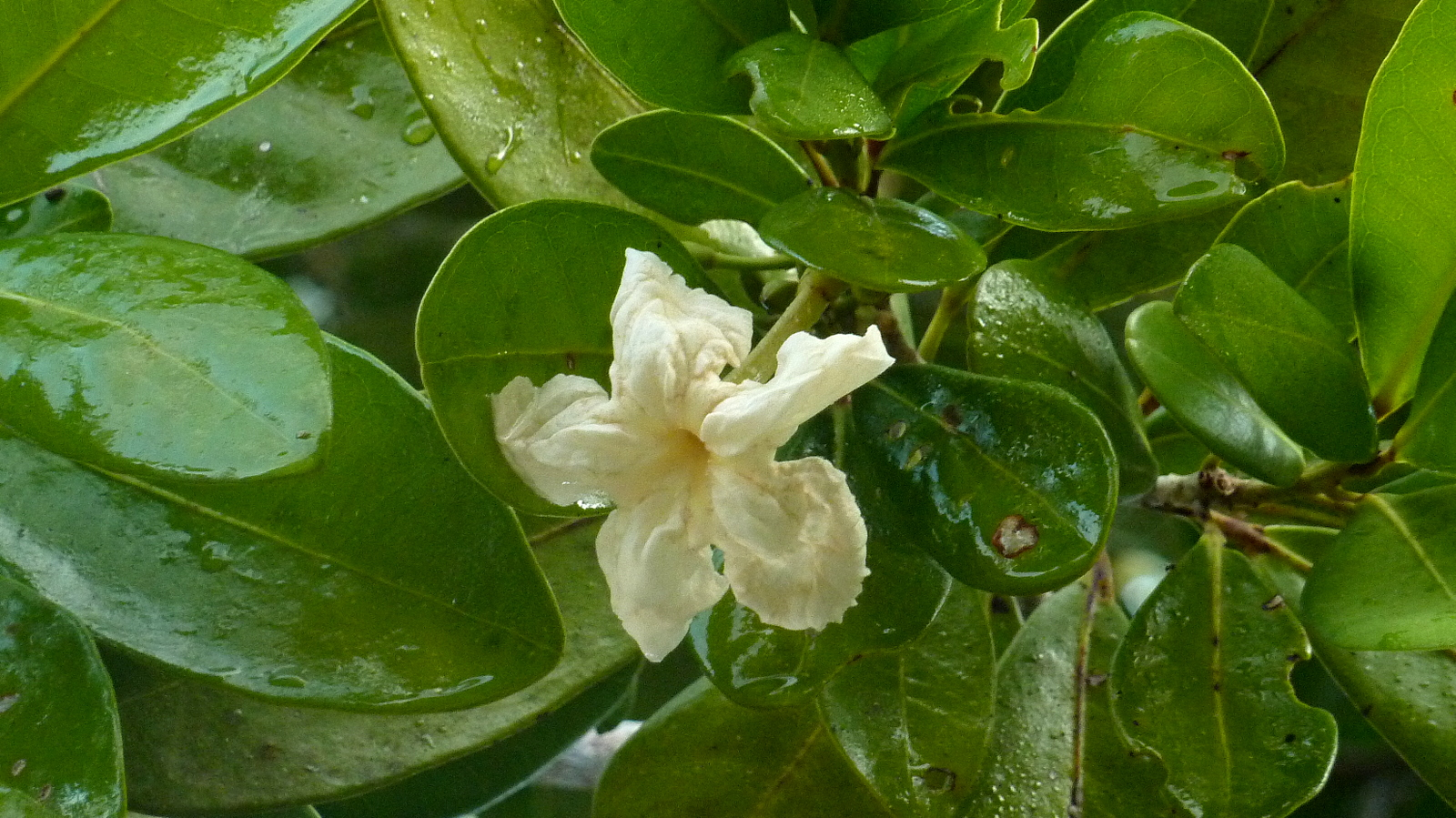
Tabebuia stenocalyx

### Taxonomie
Die Gattung Tabebuia wurde 1838 durch Augustin Pyramus de Candolle in Bibliothèque Universelle de Genève, Serie 2, Band 17, Seite 130–131 aufgestellt. In der gültigen Veröffentlichung übernahm De Candolle den Namen aus der ungültigen Veröffentlichung von Bernardino António Gomes (Sohn) (1806–1877) Observationes Botanico-Medicae de Nonnullis Brasiliae Plantis, 2, Seite 7, Tafel 2. Synonyme für Tabebuia Gomes ex DC. sind: Couralia Splitg., Leucoxylon Raf., Potamoxylon Raf., Proterpia Raf.

### Botanische Geschichte
Nach dem Konzept der gültigen Erstbeschreibung von Augustin Pyramus de Candolle 1838 umfasste die Gattung Tabebuia die Arten der Bignoniaceae, die als Bäume mit einfachen Laubblättern wachsen. Spätere Bearbeiter veränderten den Umfang dieer Gattung oftmals, so dass eine Vielzahl an Synonymen entstand. Zudem konnte lange Zeit keine klare Grenze zwischen den Gattungen Tecoma und Tabebuia gezogen werden, was zu weiteren systematischen Unsicherheiten führte. Diese Unterscheidung konnte 1915 von Nathaniel Lord Britton behoben werden, die unterschiedlichen Ansichten über den Umfang der Gattung blieben jedoch bis ins späte 20. Jahrhundert bestehen. Eine Weile wurden etwa 100 Arten der Gattung zugerechnet.
Molekularbiologische Untersuchungen zeigten jedoch, dass die Gattung Tabebuia in diesem Umfang nicht monophyletisch ist, woraufhin Susan Grose und Richard Olmstead in ihrer Revision der Gattung Tabebuia s. l. die einzeln stehenden Arten in die Gattungen Handroanthus und Roseodendron einordneten.
Die Gattung Tabebuia Tribus Tecomeae innerhalb der Familie Bignoniaceae.

### Arten und ihre Verbreitung
Die Tabebuia-Arten sind in Zentral- und Südamerika sowie auf den Antillen weitverbreitet. Das Zentrum der Artenvielfalt sind die Großen Antillen und dabei besonders Kuba.
Die Gattung Tabebuia enthält ab dem Gattungskonzept von Grose et al. 2007 67 bis 74 Arten:
- Tabebuia acrophylla (Urb.) Britton: Sie kommt nur auf Hispaniola vor.[3]
- Tabebuia angustata Britton: Sie kommt auf Kuba und auf Jamaika vor.[3]
- Tabebuia arimaoensis Britton: Sie kommt nur auf Kuba vor.[3]
- Tabebuia aurea (Silva Manso) Benth. & Hook. f. ex S.Moore: Sie kommt von Peru bis Paraguay vor.[3]
- Tabebuia bahamensis (Northr.) Britton: Sie kommt von den Bahamas bis Kuba vor.[3]
- Tabebuia berteroi (DC.) Britton: Sie kommt von Kuba bis Hispaniola vor.[3]
- Tabebuia bibracteolata (Griseb.) Britton: Sie kommt nur auf Kuba vor.[3]
- Tabebuia brooksiana Britton: Sie kommt nur auf Kuba vor.[3]
- Tabebuia buchii (Urb.) Britton: Dieser Endemit kommt nur in Haiti vor.[3]
- Tabebuia bullata A.H.Gentry: Dieser Endemit kommt nur in der Dominikanischen Republik vor.[3]
- Tabebuia calcicola Britton: Sie kommt von Kuba bis Haiti vor.[3]
- Tabebuia caleticana A.H.Gentry & D.Albert: Sie kommt nur auf Kuba vor.[3]
- Tabebuia cassinoides (Lam.) DC.: Sie kommt im südlichen und südöstlichen Brasilien vor.[3]
- Tabebuia clementis Alain: Sie kommt nur auf Kuba vor.[3]
- Tabebuia conferta Urb.: Dieser Endemit kommt nur in Haiti vor.[3]
- Tabebuia crispiflora Alain: Dieser Endemit kommt nur in der Dominikanischen Republik vor.[3]
- Tabebuia ×del-riscoi Borhidi = Tabebuia lepidophylla × Tabebuia heterophylla: Sie kommt nur auf Kuba vor.[3]
- Tabebuia densifolia Urb.: Sie kommt von Kuba bis Hispaniola vor.[3]
- Tabebuia dominguensis (Urb.) Britton: Dieser Endemit kommt nur in der Dominikanischen Republik vor.[3]
- Tabebuia dubia (C.Wright) Britton ex Seibert: Sie kommt nur in Kuba vor.[3]
- Tabebuia elegans Urb.: Sie kommt nur in Kuba vor.[3]
- Tabebuia elliptica (DC.) Sandwith: Sie kommt im östlichen Brasilien vor.[3]
- Tabebuia elongata Urb.: Sie kommt nur in Kuba vor.[3]
- Tabebuia fluviatilis (Aubl.) DC.: Sie kommt vom nördlichen Südamerika bis ins nördliche Brasilien vor.[3]
- Tabebuia gemmiflora Rizzini & A.Mattos: Sie kommt im brasilianischen Bundesstaat Minas Gerais vor.[3]
- Tabebuia glaucescens Urb.: Sie kommt nur in Kuba vor.[3]
- Tabebuia gracilipes Alain: Sie kommt nur in Kuba vor.[3]
- Tabebuia haemantha (Bertol. ex Sprengel) DC.: Sie kommt nur in Puerto Rico vor.[3]
- Tabebuia heterophylla (DC.) Britton: Sie kommt auf karibischen Inseln vor.[3]
- Tabebuia hypoleuca (C.Wright) Urb.: Sie kommt in Kuba vor.[3]
- Tabebuia inaequipes Urb.: Sie kommt nur in Kuba vor.[3]
- Tabebuia insignis (Miq.) Sandwith: Sie kommt im tropischen Südamerika vor.[3]
- Tabebuia jackiana Ekman ex Urb.: Sie kommt nur in Kuba vor.[3]
- Tabebuia jaucoensis Bisse: Sie kommt nur in Kuba vor.[3]
- Tabebuia karsoana Trejo: Dieser Endemit kommt nur in Puerto Rico vor.[3]
- Tabebuia lepidophylla (A.Richard) Greenm.: Sie kommt nur in Kuba vor.[3]
- Tabebuia lepidota (Kunth) Britton: Sie kommt auf karibischen Inseln vor.[3]
- Tabebuia leptoneura Urb.: Sie kommt nur in Kuba vor.[3]
- Tabebuia linearis Alain: Sie kommt nur in Kuba vor.[3]
- Tabebuia maxonii Urb.: Dieser Endemit kommt nur in der Dominikanischen Republik vor.[3]
- Tabebuia microphylla (Lam.) Urb.: Sie kommt von Kuba bis Hispaniola vor.[3]
- Tabebuia moaensis Britton: Sie kommt nur in Kuba vor.[3]
- Tabebuia multinervis Urb. & Ekman: Dieser Endemit kommt nur in Haiti vor.[3]
- Tabebuia myrtifolia (Griseb.) Britton: Sie kommt auf Kuba und Hispaniola vor.[3]
- Tabebuia nodosa (Griseb.) Griseb.: Sie kommt von Bolivien bis ins nördliche Argentinien vor.[3]
- Tabebuia obovata Urb.: Sie kommt von Kuba bis Hispaniola vor.[3]
- Tabebuia obtusifolia (Cham.) Bureau: Sie kommt in Brasilien vor.[3]
- Tabebuia ophiolitica Alain: Dieser Endemit kommt nur in der Dominikanischen Republik vor.[3]
- Tabebuia orinocensis (Sandwith) A.H.Gentry: Sie kommt in Kolumbien und in Venezuela vor.[3]
- Tabebuia ovatifolia Vattimo: Sie kommt im brasilianischen Bundesstaat Espírito Santo vor.[3]
- Tabebuia pallida (Lindl.) Miers: Sie kommt auf den Kleinen Antillen vor.[3]
- Tabebuia palustris Hemsl.: Sie kommt von Costa Rica bis Ecuador vor.[3]
- Tabebuia paniculata Leonard: Dieser Endemit kommt nur in der Dominikanischen Republik vor.[3]
- Tabebuia ×perelegans Borhidi = Tabebuia elegans × Tabebuia heterophylla: Sie kommt nur in Kuba vor.[3]
- Tabebuia pilosa A.H.Gentry: Sie kommt von Kolumbien bis ins nördliche Brasilien vor.[3]
- Tabebuia pinetorum Britton: Sie kommt nur in Kuba vor.[3]
- Tabebuia platyantha (Griseb.) Britton: Dieser Endemit kommt nur in Jamaika vor.[3]
- Tabebuia polyantha Urb. & Ekman: Sie kommt nur auf Hispaniola vor.[3]
- Tabebuia polymorpha Urb.: Sie kommt nur in Kuba vor.[3]
- Tabebuia pulverulenta Urb.: Sie kommt nur in Kuba vor.[3]
- Tabebuia reticulata A.H.Gentry: Sie kommt in Brasilien vor.[3]
- Tabebuia revoluta (Urb.) Britton: Dieser Endemit kommt nur in der Dominikanischen Republik vor.[3]
- Tabebuia ricardii M.Mejía: Dieser Endemit kommt nur in der Dominikanischen Republik vor.[3]
- Tabebuia rigida Urb.: Sie kommt nur in Kuba vor.[3]
- Tabebuia rosea (Bertol.) Bertero ex A.DC.: Sie kommt von Mexiko bis Ecuador vor.[3]
- Tabebuia roseoalba (Ridl.) Sandwith: Sie kommt von Peru bis Brasilien und Paraguay vor.[3]
- Tabebuia sagrae Urb.: Sie kommt nur in Kuba vor.[3]
- Tabebuia sauvallei Britton: Sie kommt nur in Kuba vor.[3]
- Tabebuia schumanniana Urb.: Dieser Endemit kommt nur in Puerto Rico vor.[3]
- Tabebuia shaferi Britton: Sie kommt nur in Kuba vor.[3]
- Tabebuia simplicifolia Carabia ex Alain: Sie kommt nur in Kuba vor.[3]
- Tabebuia stenocalyx Sprague & Stapf: Sie kommt von Trinidad und Tobago bis ins östliche Brasilien vor.[3]
- Tabebuia striata A.H.Gentry: Sie kommt von Panama bis Kolumbien vor.[3]
- Tabebuia trachycarpa (Griseb.) K.Schum.: Sie kommt nur in Kuba vor.[3]
- Tabebuia vinosa A.H.Gentry: Dieser Endemit kommt nur in der Dominikanischen Republik vor.[3]
- Tabebuia zanonii A.H.Gentry: Dieser Endemit kommt nur in der Dominikanischen Republik vor.[3]

Nicht mehr zur Gattung Tabebuia werden gerechnet:
- Tabebuia serratifolia (Vahl) G.Nicholson → Handroanthus serratifolius (Vahl) S.O.Grose